# アマーヌッラー・ハーン
- アマーヌッラー・ハーン
- アマヌッラー・ハーン

アマーヌッラー・ハーン（1892年6月1日 - 1960年）は、アフガニスタンのバーラクザイ朝の第6代国王（在位：1919年 - 1929年）。

## 生涯
1892年6月1日、ハビーブッラー・ハーンの三男として生まれた。1919年2月21日の国王ハビーブッラー・ハーンの死後、2月27日、叔父のナスルッラー・ハーンを追い出して国王（アミール）を宣言した。2月28日、アフガニスタンの独立を宣言した。
対外的には、5月にイギリスに対してジハードを宣言し、イギリス領インドのパンジャーブ州のパシュトゥーン人に蜂起を煽動した。これにより、第三次アフガン戦争が勃発した。イギリスは、アフガニスタンに1ヶ月間部隊を投入したが、顕著な軍事的及び政治的成果を収められずに退却し、アングロ・アフガン条約（ラーワルピンディー条約）によってアフガニスタンの独立が承認された。また、ロシア・ソビエト連邦社会主義共和国と外交関係を樹立した。
アフガニスタンの聖職者階級は、当初新国王を支持していたが、すぐに積極的な敵対派に変わった。聖職者の特別な不満を引き起こしたのは、多妻制及び未成年者との結婚の禁止、チャードルを被る義務の撤廃、並びに女学校の開校及び教育に対する聖職者階級の監督の廃止等、オスマン帝国で行われたような改革の実施だった。そして1923年以降、改革に不満を持った保守派の蜂起が頻発した。1923年、ハザラジャート州で、1924年、パクティヤー州でそれぞれパシュトゥーン人の蜂起が起こったが、これらを鎮圧した。
1926年6月7日、国王の称号をアミールからシャーに変更した。同年、ソビエト連邦と中立及び相互不可侵条約を締結した。
1928年、カーブルの男性に洋服の着用を義務付ける命令を公布するも、この命令は結果的にアマーヌッラーの致命傷となった。同年、シンワラ等の地で反乱（「バッチャ・サカオの乱」）が起こった。これを好機と見たイギリスは、タジク人の反乱指導者ハビーブッラー・カラカーニーに資金と武器を手渡してアマーヌッラーの打倒に乗り出した。ハビーブッラー・カラカーニーの部隊がカーブルを占領すると、
1929年1月14日、兄のイナーヤトゥッラーに王位を譲り、空路カンダハールを経てイタリアに亡命した。
なお、イナーヤトゥッラーも数日後ハビーブッラー・カラカーニーによって王位を追われた。その後も混乱は続き、1929年10月にアマーヌッラーのもとで国防相を務めた経験を持つムハンマド・ナーディル（バーラクザイ朝王家の分家出身）がハビーブッラー・カラカーニーを処刑して王位を継いだ（ムハンマド・ナーディル・シャーに続く王朝をナーディル・シャー朝とも称する）。
1929年、アマーヌッラーはインド経由でイタリアに亡命し、さらにスイスで私人として暮らし、政治から退いた。1960年、チューリッヒで死去。

## 家族・親族
- 亡命後に生まれた娘、ナジア・ドアンは成長してトルコ人実業家と結婚。トルコでは「アフガンの王女」と呼ばれた。生まれてから長らくアフガニスタンを訪れたことはなかったが、2019年、独立100年を記念して招請を受け同国を訪問した[3]。
- マフムード・タルズィー - 妻ソラヤ・タルズィー（英語版）の父であり、アマーヌッラーの下で外相などを務めた。